# Mesedra pulverulenta
Mesedra pulverulenta är en fjärilsart som beskrevs av Paul Dognin 1918. Mesedra pulverulenta ingår i släktet Mesedra och familjen mätare. Inga underarter finns listade i Catalogue of Life.